# 昆士蘭弱棘鯻
昆士蘭弱棘鯻（學名：Hephaestus trimaculatus）為鱸形目鱸亞目鯻科的其中一種，分布於澳洲昆士蘭東北部淡水流域，本魚體粗壯，呈紡錘型，背鰭硬棘7枚；背鰭軟條11-12枚；臀鰭硬棘3枚；臀鰭軟條7-10枚，體長可達22公分，棲息在水流快速、礫石底質的溪流底中層水域，成群活動，屬雜食性，以甲殼類、昆蟲及藻類為食，繁殖期為7至10月，成魚會保護卵並搧動魚鰭提供足夠的氧，生活習性不明。

## 擴展閱讀
維基物種上的相關：昆士蘭弱棘鯻